# Restrepia nittiorhyncha
Restrepia nittiorhyncha é uma espécie de orquídea (Orchidaceae) originária dos Andes.